# Gare des Tines
La halte des Tines est une halte ferroviaire française, située sur la commune de Chamonix-Mont-Blanc, en Haute-Savoie.

## Situation ferroviaire
Ce point d'arrêt SNCF est situé au point kilométrique (PK) 22,985 de la ligne Saint-Gervais - Vallorcine.

## La gare

### Accueil et équipement
La halte des Tines ne dispose plus de bâtiment voyageurs. Un parking se trouve à proximité de la gare.

### Desserte
La halte des Tines est desservie par des trains de la SNCF et de la région Auvergne-Rhône-Alpes qui assurent des services TER Auvergne-Rhône-Alpes qui desservent les gares entre Saint-Gervais-les-Bains-Le Fayet et Vallorcine.

### Correspondances
La gare est desservie par plusieurs lignes de bus.

## Dessertes et correspondances
| Origine                                       | Arrêt précédent      | Train | Train                    | Train | Arrêt suivant | Destination |
| --------------------------------------------- | -------------------- | ----- | ------------------------ | ----- | ------------- | ----------- |
| Saint-Gervais-Le Fayet ou Chamonix-Mont-Blanc | Les Praz-de-Chamonix |       | TER Auvergne-Rhône-Alpes |       | La Joux       | Vallorcine  |